# Lucien Auvray
Pour les articles homonymes, voir Auvray.
Lucien Auvray, né le 28 février 1860 à Orléans et mort le 20 février 1937 à Paris, est un historien et bibliothécaire français. 

## Biographie
Il étudie au lycée d'Orléans et entre à l'École des Chartes en 1880. Il rejoint ensuite l'École française de Rome (1885) où il se spécialise sur l'histoire de la littérature italienne. 
De retour en France, il travaille pour la Bibliothèque nationale et dresse avec Henri Omont le catalogue des manuscrits des fonds français et avec René Poupardin la collection Baluze qui parait en 1921. Il effectue de nombreux inventaires des collections de la Bibliothèque et est l'auteur d'un Catalogue des chartes anciennes et manuscrits légués par Mgr Desnoyers au Musée historique d'Orléans (1902).
Il est président de la Société de l'histoire de Paris et de l'Île-de-France en 1920-1921.